# Star Wars: Die Mächte des Schicksals

Das Logo von Star Wars

Star Wars: Die Mächte des Schicksals (Originaltitel: Star Wars Forces of Destiny) ist eine US-amerikanische Animationsserie, die im fiktiven Star-Wars-Universum von George Lucas spielt. Die Serie gehört zum offiziellen Kanon des Star-Wars-Universums.

## Inhalt
Die Serie beleuchtet in kurzen Episoden einige Abenteuer bekannter Star-Wars-Figuren, darunter Rey, Ahsoka Tano, Jyn Erso, Padmé Amidala, Prinzessin Leia, Sabine Wren, Luke Skywalker und Chewbacca. Jede Episode dauert zwei bis drei Minuten. Im Herbst 2017 sind zwei halbstündige TV-Specials ausgestrahlt worden, die jeweils acht Episoden der ersten Staffel zusammen mit neuen Szenen der Erzählerin der Handlungen Maz Kanata beinhalteten.

## Produktion und Veröffentlichung
Die Serie entstand bei Lucasfilm Animation unter der Regie von Brad Rau. Drehbuchautoren sind Dave Filoni und Jennifer Muro.
Die Ausstrahlung der ersten acht Folgen erfolgte ab dem 9. Juli 2017 auf dem Disney Channel. Auf dem YouTube-Kanal von Disney wurden die Episoden bereits seit dem 3. Juli 2017 veröffentlicht. Über die gleichen Kanäle sollen im Herbst 2017 die Specials gezeigt werden. Die zweite Episode wurde als Weltpremiere auf der Star Wars Celebration im April gezeigt.
Die deutschsprachige Erstausstrahlung erfolgte ab dem 15. Juli 2017 immer samstags auf dem Disney Channel und anschließend in dessen App und am Folgetag auf dem YouTube-Kanal. Die Episode Ewoks auf der Flucht wurde bereits am 5. Juli 2017 exklusiv auf der Website von MSN Deutschland in deutscher Sprache veröffentlicht.

## Episodenliste

### Staffel 1
| Nr. (ges.) | Nr. (St.) | Deutscher Titel            | Originaltitel         | Erstveröffentlichung USA | Deutschsprachige Erstveröffentlichung (D/A/CH) | Regie    | Drehbuch      |
| ---------- | --------- | -------------------------- | --------------------- | ------------------------ | ---------------------------------------------- | -------- | ------------- |
| 1          | 1         | Im Sand von Jakku          | Sands of Jakku        | 3. Juli 2017             | 15. Juli 2017                                  | Brad Rau | Jennifer Muro |
| 2          | 2         | BB-8 Banditen              | BB-8 Bandits          | 16. April 2017           | 22. Juli 2017                                  | Brad Rau | Jennifer Muro |
| 3          | 3         | Ewoks auf der Flucht       | Ewok Escape           | 5. Juli 2017             | 5. Juli 2017                                   | Brad Rau | Jennifer Muro |
| 4          | 4         | Der Weg des Padawan        | The Padawan Path      | 6. Juli 2017             | 29. Juli 2017                                  | Brad Rau | Jennifer Muro |
| 5          | 5         | Die Bestien der Echo-Basis | Beasts of Echo Base   | 7. Juli 2017             | 5. Aug. 2017                                   | Brad Rau | Jennifer Muro |
| 6          | 6         | Der Eindringling           | The Imposter Inside   | 8. Juli 2017             | 19. Aug. 2017                                  | Brad Rau | Jennifer Muro |
| 7          | 7         | Die Fremde                 | The Stranger          | 9. Juli 2017             | 26. Aug. 2017                                  | Brad Rau | Jennifer Muro |
| 8          | 8         | Um Kopf und Kragen         | Bounty of Trouble     | 10. Juli 2017            | 2. Sep. 2017                                   | Brad Rau | Jennifer Muro |
| 9          | 9         | Die Neue 1                 | Newest Recruit        | 1. Okt. 2017             | 21. Okt. 2017                                  | Brad Rau | Jennifer Muro |
| 10         | 10        | Der Sternenjäger Stunt     | The Starfighter Stunt | 4. Okt. 2017             | 22. Okt. 2017                                  | Brad Rau | Jennifer Muro |
| 11         | 11        | Der Peilsender             | Tracker Trouble       | 2. Okt. 2017             | 28. Okt. 2017                                  | Brad Rau | Jennifer Muro |
| 12         | 12        | Meister Yodas Lehrstunde   | Teach You, I Will     | 3. Okt. 2017             | 29. Okt. 2017                                  | Brad Rau | Jennifer Muro |
| 13         | 13        | Zufällig verbündet         | Accidental Allies     | 29. Okt. 2017            | 4. Nov. 2017                                   | Brad Rau | Jennifer Muro |
| 14         | 14        | Ein imperiales Festmahl    | An Imperial Feast     | 30. Okt. 2017            | 5. Nov. 2017                                   | Brad Rau | Jennifer Muro |
| 15         | 15        | Das Happaboren-Hindernis   | The Happabore Hazard  | 31. Okt. 2017            | 11. Nov. 2017                                  | Brad Rau | Jennifer Muro |
| 16         | 16        | Die Leihgabe               | Crash Course          | 1. Nov. 2017             | 12. Nov. 2017                                  | Brad Rau | Jennifer Muro |

### Staffel 2
| Nr. (ges.) | Nr. (St.) | Deutscher Titel | Originaltitel            | Erstveröffentlichung USA | Deutschsprachige Erstveröffentlichung (D/A/CH) | Regie    | Drehbuch      |
| ---------- | --------- | --------------- | ------------------------ | ------------------------ | ---------------------------------------------- | -------- | ------------- |
| 17         | 1         | –               | Hasty Departure          | 19. März 2018            | –                                              | Brad Rau | Jennifer Muro |
| 18         | 2         | –               | Unexpected Company       | 19. März 2018            | –                                              | Brad Rau | Jennifer Muro |
| 19         | 3         | –               | Shuttle Stock            | 19. März 2018            | –                                              | Brad Rau | Jennifer Muro |
| 20         | 4         | –               | Jyn’s Trade              | 19. März 2018            | –                                              | Brad Rau | Jennifer Muro |
| 21         | 5         | –               | Run Rey Run              | 19. März 2018            | –                                              | Brad Rau | Jennifer Muro |
| 22         | 6         | –               | Bounty Hunted            | 19. März 2018            | –                                              | Brad Rau | Jennifer Muro |
| 23         | 7         | –               | The Path Ahead           | 19. März 2018            | –                                              | Brad Rau | Jennifer Muro |
| 24         | 8         | –               | Porg Problems            | 19. März 2018            | –                                              | Brad Rau | Jennifer Muro |
| 25         | 9         | –               | Chopper and Friends      | 4. Mai 2018              | –                                              | Brad Rau | Nicole Dubuc  |
| 26         | 10        | –               | Monster Misunderstanding | 4. Mai 2018              | –                                              | Brad Rau | Nicole Dubuc  |
| 27         | 11        | –               | Art History              | 4. Mai 2018              | –                                              | Brad Rau | Nicole Dubuc  |
| 28         | 12        | –               | Porgs!                   | 4. Mai 2018              | –                                              | Brad Rau | Nicole Dubuc  |
| 29         | 13        | –               | Perilous Pursuit         | 4. Mai 2018              | –                                              | Brad Rau | Nicole Dubuc  |
| 30         | 14        | –               | Traps and Tribulations   | 4. Mai 2018              | –                                              | Brad Rau | Nicole Dubuc  |
| 31         | 15        | –               | A Disarming Lesson       | 4. Mai 2018              | –                                              | Brad Rau | Nicole Dubuc  |
| 32         | 16        | –               | Triplecross              | 25. Mai 2018             | –                                              | Brad Rau | Nicole Dubuc  |

### Specials
| Nr. | Deutscher Titel                       | Originaltitel              | Erstveröffentlichung USA | Deutschsprachige Erstausstrahlung (D/A/CH) | Regie                 | Drehbuch                   |
| --- | ------------------------------------- | -------------------------- | ------------------------ | ------------------------------------------ | --------------------- | -------------------------- |
| 1 | Heldinnen des Schicksals – Episode I  | Forces of Destiny Volume 1 | 1. Okt. 2017             | 14. Okt. 2017                              | Brad Rau              | Jennifer Muro              |
| Dieses TV-Special beinhaltet die Episoden Im Sand von Jakku, Die Neue 1, Die Fremde, Der Sternenjäger Stunt, Um Kopf und Kragen, Der Peilsender, Ewoks auf der Flucht und Meister Yodas Lehrstunde in zusammengeschnittener Form mit neuen Szenen von Maz Kanata als Erzählerin.                |                                       |                            |                          |                                            |                       |                            |
| 2 | Heldinnen des Schicksals – Episode II | Forces of Destiny Volume 2 | 29. Okt. 2017            | 14. Nov. 2017                              | Brad Rau              | Jennifer Muro              |
| Dieses TV-Special beinhaltet die Episoden Der Eindringling, Die Bestien der Echo-Basis, Die Leihgabe, BB8-Banditen, Zufällig verbündet, Das Happaboren-Hindernis, Ein imperiales Festmahl und Der Weg des Padawan in zusammengeschnittener Form mit neuen Szenen von Maz Kanata als Erzählerin. |                                       |                            |                          |                                            |                       |                            |
| 3 | –                                     | Forces of Destiny Volume 3 | 25. März 2018            | –                                          | Brad Rau, Dave Filoni | Jennifer Muro, Dave Filoni |
| Dieses TV-Special beinhaltet die ersten acht Episoden der zweiten Staffel in zusammengeschnittener Form. |                                       |                            |                          |                                            |                       |                            |
| 4 | –                                     | Forces of Destiny Volume 4 | 25. Mai 2018             | –                                          | Brad Rau              | Nicole Dubuc               |
| Dieses TV-Special beinhaltet die letzten acht Episoden der zweiten Staffel in zusammengeschnittener Form. |                                       |                            |                          |                                            |                       |                            |

## Synchronisation
Die Serie wurde im Auftrag von Disney XD (Deutschland) ins Deutsche übersetzt. Für die deutsche Fassung wurden die Synchronsprecher der Filme und Serien dazu verpflichtet, ihre Figuren auch in der Serie zu sprechen.
| Rollenname       | Englische Synchronstimme                               | Deutsche Synchronstimme |
| ---------------- | ------------------------------------------------------ | ----------------------- |
| Maz Kanata       | Lupita Nyong’o                                         | Martina Treger          |
| Rey              | Daisy Ridley                                           | Kaya Marie Möller       |
| Ahsoka Tano      | Ashley Eckstein                                        | Josephine Schmidt       |
| Jyn Erso         | Felicity Jones (Staffel 1) Helen Sadler (Staffel 2)    | Yvonne Greitzke         |
| Leia Organa      | Shelby Young                                           | Magdalena Turba         |
| Sabine Wren      | Tiya Sircar                                            | Nicole Hannak           |
| Hera Syndulla    | Vanessa Marshall                                       | Tanya Kahana            |
| Padmé Amidala    | Catherine Taber                                        | Manja Doering           |
| Ketsu Onyo       | Gina Torres                                            | Aline Staskowiak        |
| Anakin Skywalker | Matt Lanter                                            | Wanja Gerick            |
| Yoda             | Tom Kane                                               | Tobias Meister          |
| C-3PO            | Anthony Daniels                                        | Joachim Tennstedt       |
| Han Solo         | Kiff VandenHeuvel (Folge 10), A.J. LoCascio (Folge 14) | Wolfgang Pampel         |
| Finn             | John Boyega                                            | Stefan Günther          |
| Unkar Plutt      | Dee Bradley Baker                                      | Tobias Kluckert         |
| Luke Skywalker   | Mark Hamill                                            |                         |
| Rose Tico        | Kelly Marie Tran                                       |                         |